# Duitse militaire begraafplaats in Halbe
De Duitse militaire begraafplaats in Halbe (Duits: Waldfriedhof Halbe) is een militaire begraafplaats in Brandenburg, Duitsland. Op de begraafplaats liggen omgekomen Duitse militairen, slachtoffers van een Sovjet-interneringskamp en Russische dwangarbeiders uit de Tweede Wereldoorlog. De begraafplaats is beplant met bomen.

## Begraafplaats
De begraafplaats is een van de grootste in Duitsland, met 22.500 slachtoffers en een oppervlakte van zeven hectare. Met de aanleg van de begraafplaats werd in 1953 begonnen. Veel graven uit de omgeving werden op de nieuwe plek bij elkaar gebracht.
De slachtoffers zijn militairen of leden van de Volkssturm. Het overgrote deel van de slachtoffers stierf tijdens de strijd om Halbe, waar de Duitse troepen waren omsingeld. Op de begraafplaats liggen naast militairen ook 4.600 slachtoffers van het Sovjet-interneringskamp Ketschendorf en omgekomen Russische dwangarbeiders.